# Dying to Live (1999)
Dying To Live (Alternativtitel: Final Destination – Auf Umwegen ins Jenseits) ist ein US-amerikanisches Fantasy-Filmdrama aus dem Jahr 1999. Regie führte Rob Hedden, der gemeinsam mit Victor Bumbalo auch das Drehbuch schrieb.

## Handlung
Die Schüler Matthew Jannett und Rachel Linden haben eine Beziehung. Vanessa Canningham ist auf Linden eifersüchtig und mischt in Jannetts Getränk Drogen bei. Es kommt zum Unfall, bei dem Linden stirbt.
Jannett ist niedergeschlagen. Lindens Geist ergreift Besitz vom Körper von Leslie Chambers. Er kommuniziert mit Jannett. Canningham versucht, Chambers zu töten und wird festgenommen. Chambers stirbt im Krankenhaus an einem Herzleiden, worauf Lindens Geist ihren Körper übernimmt.

## Kritiken
Film-Dienst schrieb, der Film erzähle eine „in langer filmischer Tradition stehende Schutz-Engel-Geschichte“ und serviere sie „als gefühlvolle bis sentimentale Fernsehunterhaltung im Gewand einer romantischen Komödie, die mit vielen aufgesetzt wirkenden moralischen Belehrungen“ aufwarte.

## Hintergründe
Der Film wurde in San Diego gedreht. Die Premiere in den USA fand am 22. April 1999 statt. Der Film wurde in Deutschland am 23. August 2000 direkt auf Video veröffentlicht.